# BGUSat
BGUSat (kurz für: Ben Gurion University Satellite) ist ein israelischer CubeSat, der von der Ben-Gurion-Universität im Negev entwickelt wurde.

## Ausstattung
BGUSat trägt folgende Experimente:
- Eine CCD-Kamera,
- einen Tri-Axis-Inertialsensor,
- einen experimentellen GPS-Sensor von Honeywell,
- ein Magnometer,
- einen optischen Kommunikationssensor und optionale zusätzliche Nutzlasten.

BGUSat wird durch Solarzellen und Batterien mit Strom versorgt.

## Start
BGUSat wurde am 15. Februar 2017 mit einer PSLV-Trägerrakete vom Satish Dhawan Space Centre zusammen mit Cartosat 2D, INS 1A und INS 1B, Flock 3P 1-88, Lemur 2 22-29, PEASSS, DIDO 2, Al-Farabi 1 und Nayif 1 in einen sonnensynchronen Orbit gestartet. Dieser Start hielt bis 2021 den Weltrekord für die am meisten gestarteten Satelliten auf einmal, nämlich 104.